# Tausend-Buddha-Höhlen von Kizil
Die Tausend-Buddha-Höhlen von Kizil, kurz: Kizil-Grotten (auch Qizil-Höhlen; chinesisch 克孜尔千佛洞, Pinyin Kèzī’ěr Qiānfódòng oder 克孜尔石窟,  Kèzī’ěr shíkū) sind eine Reihe von 236 buddhistischen Felshöhlen in der Gemeinde Kizil (Qïzïl, 克孜尔乡) des Kreises Bay (Baicheng) im Regierungsbezirk Aksu des Uigurischen Autonomen Gebiets Xinjiang, China.

## Lage
Die Kizil-Grotten liegen ca. 7 km südöstlich von Kizil am nördlichen Ufer des Flusses Muzart (chin. Muzate He), ca. 75 km von Kuqa (Kutscha) entfernt. Die Region war ein Handelszentrum auf der Seidenstraße. 

## Geschichte
Die Höhlen sind einer der frühesten bedeutenden buddhistischen Felshöhlenkomplexe in China. Die Höhlen wurden überwiegend in der Zeit der Südlichen und Nördlichen Dynastien gegraben, die frühesten schon im 4. Jahrhundert (darunter die berühmte Höhle Nr. 38), die spätesten in der Zeit der Yuan-Dynastie. Obwohl die Stätte beschädigt und geplündert wurde, sind viele Quadratmeter Wandmalereien – überwiegend mit Jatakas – erhalten.
Die Höhlentempel stehen seit 1961 auf der Denkmalliste der Volksrepublik China in Xinjiang (1-41) und sind seit 2014 Bestandteil der UNESCO-Welterbestätte mit dem Titel Seidenstraßen: das Straßennetzwerk des Chang'an-Tianshan-Korridors.